# Maria Deraismes
Maria Adélaïde Deraismes (ur. 1828, zm. 1894) – francuska pisarka i główna działaczka w ruchu Praw Kobiet.

## Życiorys
Maria Deraismes urodziła się 17 sierpnia 1828 w Paryżu. Wychowała się w Pontoise w średnio zamożnej rodzinie. Otrzymała gruntowne wykształcenie a dzięki wychowaniu w literackim środowisku szybko wydała kilka prac literackich. Reputację zyskała dzięki wrodzonym zdolnościom oratorskim. Stała się aktywistką na rzecz promowania praw kobiet. W 1866 wstąpiła do organizacji feministycznej 
Société de la revendication des droits de la femme, której zadaniem było wywalczenia równych praw do edukacji kobiet i ich możliwość nauki na uczelniach wyższych. 
W 1869 założyła organizację L'Association pour le droit des femmeso, która miała za zadanie wprowadzić więcej umiarkowanych działań feminizmu na rzecz obrony przed marginalizacją roli kobiety wobec rozwijającej się ery przemysłu i nowej klasy brokerów zdominowanych przez mężczyzn. Jej prace przyniosły uznanie w Wielkiej Brytanii i wywarły wpływ na amerykańską aktywistkę Elizabeth Cady Stanton, która spotkała się z Deraismes w Paryżu w 1882. W tym samym roku przeszła inicjację do francuskiej loży Les Libres Penseurs, czyli wolnomyśliciele, która była niezależna od krajowej Wielkiej Loży. Rok później, wraz z George Marcin zorganizowała pierwszą masońską placówkę w świecie, zrzeszającą mężczyzn i kobiety.
Z poparciem sufrażystki Hubertine Auclert, Maria Deraismes pracowała nad polityczną emancypacją kobiet, startując w 1885 jako symboliczna kandydatka w wyborach parlamentarnych.
Zmarła 6 lutego 1894 roku.